# Habrocidaris scutata
Habrocidaris scutata is een zee-egel uit de familie Arbaciidae.
De wetenschappelijke naam van de soort werd in 1880 gepubliceerd door Alexander Agassiz.